# 业务交换点
在电话系统中，业务交换点（英語：Service Switching Point，简称SSP）是一个电话交换机。当电话主叫者拨叫一个号码时，SSP通过向一个被称为“业务控制点”（SCP）的中心数据库发送一个查询，来进行最初的响应，这样，该呼叫就可以得到处理。 业务交换点使用七号信号系统（SS7）协议，该协议负责呼叫的建立、管理以及和其他业务交换点一起终结呼叫。 

## SSP与SCP之间的关系
随着智能网架构的引入，业务功能（例如英国对800非地理区域电话号码的翻译）就逐步被从实际的电话交换机中移除，转交到其他的计算机节点中。在这个新的架构中，电话交换机被称为SSP，而包含业务（并且因此需要控制呼叫的过程）的节点则被称为“业务控制点”（SCP）。

## 0800号码翻译业务的举例
在英国，08XXX数字是非地理区域号码，也就是说，这个号码无法对应到英国的任何一个特定的区域的电话号码。为了路由对08XXX这样的号码的呼叫，该号码必须被翻译成一个地理区域号码（例如，对于一个伯明翰的号码，需要翻译成像0121 XXX XXXX这样的形式）。
SSP电话交换机接收到一个对0800号码的呼叫。这会导致SSP内置的一个触发器被触发起来，进而导致SSP使用SS7协议（INAP，TCAP）对一个SCP（业务控制点）发起查询。SCP返回一个地理区域号码，例如0121 XXX XXXX，然后这个呼叫才会被真正路由到一部电话。
通过这一架构：
- 08XXX（非地理区域号码），可以只需在少数的SCP节点上被设置，若不需要在该国的每个电话交换机上都设置。
- 地理区域号码可以被隐藏
- 非电信公司可以从呼叫某个业务的人们那里产生收入，例如电话投票